# Lista över byar på Niue

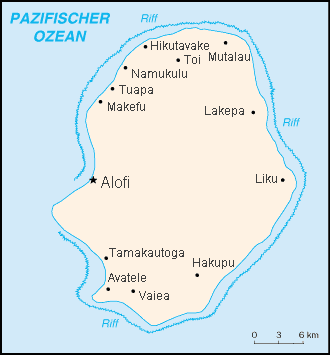
Niues byar

Detta är en lista över byar på Niue med befolkning och areal. Listan är komplett då det finns exakt fjorton byar på Niue, och alla är samtidigt administrativa underdivisioner.
Byarna Alofi nord och Alofi syd utgör tillsammans Niues huvudstad Alofi.
| Nummer | By          | Befolkning (2001 års folkräkning) | Area km² | Befolkningstäthet (inv. per km²) |
| ------ | ----------- | --------------------------------- | -------- | -------------------------------- |
| 1      | Mafeku      | 87                                | 17,13    | 5,1                              |
| 2      | Tuapa       | 129                               | 12,54    | 10,3                             |
| 3      | Namukulu    | 14                                | 1,48     | 9,5                              |
| 4      | Hikutavake  | 65                                | 10,17    | 6,4                              |
| 5      | Toi         | 31                                | 4,77     | 6,5                              |
| 6      | Mutalau     | 133                               | 26,31    | 5,1                              |
| 7      | Lakepa      | 88                                | 21,58    | 4,1                              |
| 8      | Liku        | 73                                | 41,64    | 1,8                              |
| 9      | Hakupu      | 227                               | 48,04    | 4,7                              |
| 10     | Vaiea       | 62                                | 5,40     | 11,5                             |
| 11     | Avatele     | 125                               | 13,99    | 8,9                              |
| 12     | Tamakautoga | 140                               | 11,93    | 11,7                             |
| 13     | Alofi syd   | 358                               | 46,48    | 13,2                             |
| 14     | Alofi nord  | 256                               | 46,48    | 13,2                             |
|        | Niue        | 1788                              | 261.46   | 6.8                              |